# A23 (revista)
A23 é uma revista cultural, nascida do associativismo da parceria entre a A23 Associação Cultural e o colectivo de designers Cont[i]udo, que embora de âmbito nacional, tem uma forte matriz regional, nomeadamente na Beira Interior.